# 상계고등학교
상계고등학교(上溪高等學校)는 대한민국 서울특별시 노원구 상계동에 위치한 공립 고등학교이다.

## 학교 연혁
- 1987년 12월 15일 : 상계고등학교 설립인가(30학급)
- 1988년 3월 1일 : 제1대 최덕하 교장 취임
- 1988년 3월 5일 : 제1회 입학식(10학급)
- 1988년 4월 28일 : 개교식
- 2002년 7월 4일 : 종합정보관 완공
- 2020년 3월 1일 : 제14대 민병인 교장 취임
- 2022년 1월 4일 : 제32회 졸업식 (278명, 누적 졸업생 수 16,085명)
- 2022년 3월 2일 : 제35회 입학식 (236명)

## 참고 자료
- 상계고등학교 - 한국교육학술정보원 학교알리미